# Hansjoachim Ziem
Hansjoachim Ziem (* 9. März 1908 in Braunschweig; † 22. April 1995 in Dresden) war ein deutscher Verkehrsingenieur und Hochschullehrer.

## Leben
Nach dem Abitur Ostern 1926 studierte Hansjoachim Ziem an der Technischen Hochschule in Berlin-Charlottenburg Maschinenbau. Zu Beginn seines Studiums wurde  er im Corps Berolina aktiv. Am 19. Dezember 1931 schloss er das Studium als Dipl.-Ing. ab. Anschließend ging er zunächst als Bauführer zur Deutschen Reichsbahn. 1934 wurde er Reichsbahn-Baumeister und war als Assistent bei der Reichsbahndirektion Hamburg in Altona tätig. Ende 1935 wurde er zum Leiter der Lokomotivabteilung im Reichsbahnausbesserungswerk Berlin-Tempelhof ernannt. Zum Reichsbahnrat befördert, war er von 1940 bis 1943 Assistent im Reichsbahn-Zentralamt und nach dessen Auflösung im Reichsverkehrsministerium. 1944 wechselte er als Amtsvorstand zum Maschinenamt Erfurt.
Nach dem Zweiten Weltkrieg leitete Ziem als technischer Reichsbahn-Oberinspektor die Abteilung Arbeitsvorbereitung im Reichsbahnausbesserungswerk Meiningen. Ab dem Sommersemester 1951 war er nebenamtlich als Dozent an der Ingenieurschule Ilmenau tätig. Ende 1953 wurde Ziem als Hauptingenieur nach Berlin in die Hauptverwaltung der Reichsbahnausbesserungswerke innerhalb des Ministeriums für Verkehrswesen der DDR berufen.
Zum 1. September 1954 erhielt Ziem eine ordentliche Professur mit Lehrauftrag für Schienenfahrzeuge an der Hochschule für Verkehrswesen Friedrich List in Dresden berufen. Vom September 1956 bis August 1960 war er zudem Prorektor für die wissenschaftliche Aspirantur. Anschließend war er bis September 1962 Dekan der Fakultät für Verkehrstechnik. Anfang 1963 wurde er zum Direktor des neu geschaffenen Instituts für schienengebundene Fahrzeuge ernannt, dem er  bis Ende 1968 vorstand. Zudem leitete er von 1963 bis 1968 die Fachrichtung Verkehrsmaschinenwesen und hatte von Mitte 1964 bis Ende 1968 den Lehrstuhl für Wagenbau und Werkstättenanlagen inne. Im September 1973 erfolgte seine Emeritierung. Seine Forschungen zu Energieverbrauchsnormen, die er zusammen mit Richard Woschni durchführte, waren wegweisend.
Hansjoachim Ziem wurde auf dem Alten Annenfriedhof bestattet.

## Auszeichnungen
- Verdienter Eisenbahner der DDR, 1962
- Dr.-Ing. E. h. der Hochschule für Verkehrswesen Friedrich List, 1978

## Schriften
- Beitrag zur rechnerischen Vorausbestimmung des Spurkranzverschleißes, 1957
- Gedanken zur Weiterentwicklung der planmäßigen Fahrzeugerhaltung bei der Deutschen Reichsbahn, 1959
- Zur Einführung des Vollrades, 1962
- Der Bogenlauf von Eisenbahnfahrzeugen, 1962
- Entwicklungstendenzen in der Fahrzeugtechnik, 1970